# Campionati europei di ginnastica ritmica 2009
I Campionati europei di ginnastica ritmica 2009 sono stati la 25ª edizione della competizione continentale. Si sono svolti a Baku, in Azerbaigian, dal 15 al 17 maggio 2009.

## Podi

### Senior
| Evento             | Oro              | Punti   | Argento         | Punti   | Bronzo          | Punti   |
| Concorso a squadre | Russia           | 224.325 | Azerbaigian     | 212.850 | Ucraina         | 209.700 |
| Fune               | Evgenija Kanaeva | 28.850  | Vera Sesina     | 28.150  | Hanna Bezsonova | 27.625  |
| Cerchio            | Evgenija Kanaeva | 28.875  | Vera Sesina     | 27.950  | Hanna Bezsonova | 27.650  |
| Palla              | Evgenija Kanaeva | 29.050  | Hanna Bezsonova | 28.000  | Anna Gurbanova  | 27.850  |
| Nastro             | Evgenija Kanaeva | 28.425  | Vera Sesina     | 28.050  | Hanna Bezsonova | 27.575  |

### Junior
| Evento            | Oro    | Punti  | Argento     | Punti  | Bronzo      | Punti  |
| Gruppo - 5 nastri | Russia | 26.500 | Azerbaigian | 25.650 | Bielorussia | 24.300 |

## Medagliere
| Pos.   | Paese       | Oro | Argento | Bronzo | Totale |
| ------ | ----------- | --- | ------- | ------ | ------ |
| 1      | Russia      | 6   | 3       | 0      | 9      |
| 2      | Azerbaigian | 0   | 2       | 1      | 3      |
| 3      | Ucraina     | 0   | 1       | 4      | 5      |
| 4      | Bielorussia | 0   | 0       | 1      | 1      |
| Totale | Totale      | 6   | 6       | 6      | 18     |